# Haplomacrobiotus hermosillensis
Haplomacrobiotus hermosillensis är en djurart som tillhör fylumet trögkrypare, och som beskrevs av May 1948. Haplomacrobiotus hermosillensis ingår i släktet Haplomacrobiotus och familjen Calohypsibiidae. Inga underarter finns listade i Catalogue of Life.